# Jilin (provincia)
Lo Jilin è una provincia della Cina localizzata nella parte nordorientale del paese. La provincia confina con la Corea del nord e la Russia a est, Heilongjiang al nord, Liaoning al sud, e con la Mongolia Interna a ovest. Il nome era traslitterato in "Kirin" prima della standardizzazione al sistema pinyin. 
Il nome "Jilin" probabilmente deriva da Girin ula, un termine manciù che significa "lungo il fiume"; questo era trascritto in Jilin wula (T: 吉林烏拉 / S: 吉林乌拉) in cinese, accorciato poi in Jilin. Il significato letterale dei caratteri utilizzati per Jilin in cinese è "foresta della fortuna".

## Amministrazione
Mappa della suddivisione amministrativa della provincia di Jilin
| Mappa | #                 | Nome             | Carattere cinese             | pinyin                  | Amministrazione     | Tipologia amministrazione |
| ----- | ----------------- | ---------------- | ---------------------------- | ----------------------- | ------------------- | ------------------------- |
|       |                   |                  |                              |                         |                     |                           |
| 1     | Changchun         | 长春市           | Chángchūn Shì                | Distretto di Chaoyang   | Città-prefettura    |                           |
| 2     | Baicheng          | 白城市           | Báichéng Shì                 | Distretto di Taobei     | Città-prefettura    |                           |
| 3     | Baishan           | 白山市           | Báishān Shì                  | Distretto di Badaojiang | Città-prefettura    |                           |
| 4     | Jilin             | 吉林市           | Jílín Shì                    | Distretto di Chuanying  | Città-prefettura    |                           |
| 5     | Liaoyuan          | 辽源市           | Liáoyuán Shì                 | Distretto di Longsham   | Città-prefettura    |                           |
| 6     | Siping            | 四平市           | Sìpíng Shì                   | Distretto di Tiexi      | Città-prefettura    |                           |
| 7     | Songyuan          | 松原市           | Sōngyuán Shì                 | Distretto di Ningjiang  | Città-prefettura    |                           |
| 8     | Tonghua           | 通化市           | Tōnghuà Shì                  | Distretto di Dongchang  | Città-prefettura    |                           |
| 9     | Yanbian (coreana) | 延边朝鲜族自治州 | Yánbiān Cháoxiǎnzú Zìzhìzhōu | Yanji                   | Prefettura autonoma |                           |